# 李賢 (唐)
李 賢（り けん）は、中国・唐の皇太子。高宗の六男で、母は武則天。字は明允。諡号は章懐太子（しょうかいたいし）。中宗、睿宗の同母兄である。

## 概要
5歳で潞王に封じられ、6歳で雍州牧・岐州刺史を兼ねる。11歳で沛王・揚州都督・左武衛大将軍に任じられる。上元2年（675年）、同母兄・李弘の謎の死によって皇太子となる。幼い頃より学問に通じ、儀鳳元年（676年）には学者たちとともに『後漢書』の注釈を完成させた。
ところが武則天は、正諫大夫の明崇儼に命じて廃太子と弟の栄王顕（のちの中宗）の立太子を奏上させ、武后は賢に対して皇太子を弟に譲るように迫った。それから間もない調露二年（680年）、武則天が皇太子と対立した明崇儼を強盗に襲わせて殺害するという事件を起こし、それを名目に武后は正諌大夫と対立した皇太子の屋敷を捜索し、屋敷内から武器と甲冑数百を発見したという理由で謀反による罪過と刑罰を高宗に迫った。高宗は昔から李賢を愛していたので、彼の罪を許そうとしたが、武后は「賢は謀反を企て、彼の罪を赦すことはできない」と言った。賢は皇太子から廃されて庶人へ落とされた。永淳2年（683年）、賢は巴州に流された。
翌文明元年（684年）に武后は、左金吾将軍丘神勣を巴州に派遣し監視させた。しかし丘神勣は勝手に賢を幽閉し、迫って自殺させた。丘神勣が帰還すると、武后はこれを畳州刺史とし、賢に哀悼の意を示して雍王に封じた。
次いで睿宗が復位すると、皇太子の地位に復して「章懐」の諡号を贈り、唯一生き残っていた息子である次男李守礼を邠王に封じた（長男李光順は先に誅殺され、三男李守義も病死していた）。

## 子孫
李守礼には多くの子（したがって李賢の孫）があったが、唐の歴史上重要な人物に以下があった。
- 広武王李承宏（中国語版） - 広徳元年（763年）に吐蕃が長安を占領したときに皇帝に立てられた。しかし吐蕃はすぐに引き上げ、李承宏は郭子儀に捕らえられた。
- 敦煌王李承寀（中国語版） - 安史の乱の時にウイグルに援助を求めた。このときウイグルの葛勒可汗は娘の毘伽（ビルゲ）公主を李承寀に嫁がせた。
- 金城公主 - 景龍4年（710年）に吐蕃王ティデ・ツクツェンに嫁いだ。